# Cuphea viscosa
Cuphea viscosa är en fackelblomsväxtart som beskrevs av Rose apud Koehne. Cuphea viscosa ingår i släktet blossblommor, och familjen fackelblomsväxter. Inga underarter finns listade i Catalogue of Life.